# Huân chương Đại đoàn kết dân tộc
Huân chương Đại đoàn kết dân tộc là một loại huân chương của Nhà nước Cộng hòa Xã hội Chủ nghĩa Việt Nam, được đặt ra theo Luật Thi đua - Khen thưởng (ban hành ngày 26 tháng 11 năm 2003); để tặng hoặc truy tặng cho cá nhân có quá trình cống hiến, có công lao to lớn, thành tích đặc biệt xuất sắc trong sự nghiệp xây dựng khối đại đoàn kết dân tộc. Huân chương Đại đoàn kết dân tộc không chia hạng. Thẩm quyền tặng, truy tặng Huân chương Đại đoàn kết dân tộc do Chủ tịch nước quyết định.
Trước khi ban hành Luật Thi đua - Khen thưởng, Mặt trận Tổ quốc Việt Nam đã đặt ra Huy chương Đại đoàn kết dân tộc để tặng hoặc truy tặng cho cá nhân có công lao đóng góp vào quá trình phát triển của Mặt trận Tổ quốc Việt Nam.

## Mô tả
Huân chương Đại đoàn kết dân tộc gồm có 3 phần:
- Cuống Huân chương viền ngoài màu vàng, trong bằng tơ Rayon dệt hai màu: 1/2 bên trái màu đỏ sẫm, 1/2 bên phải màu đỏ cờ, cốt bằng đồng đỏ mạ vàng hợp kim Nico dày 3 micron; kích thước 28mm x 14mm.
- Dải Huân chương hình chữ A cách điệu, bằng tơ Rayon dệt hai màu: 1/2 bên trái màu đỏ sẫm, 1/2 bên phải màu đỏ cờ, cốt bằng đồng đỏ mạ vàng hợp kim Nico dày 3 micron; kích thước 28mm x 51mm x 41mm x 51mm.
- Thân Huân chương hình sao cách điệu, chính giữa là hình Chủ tịch Hồ Chí Minh trên đài sen toả sáng, phía trên là dòng chữ "Huân chương Đại đoàn kết dân tộc" (màu đỏ), phía dưới là dải lụa vàng mang dòng chữ "Việt Nam" (màu đỏ). Đường kính ngoại tiếp đỉnh sao bằng 39mm, chất liệu bằng đồng đỏ mạ vàng hợp kim Nico dày 3 micron.

## Đối tượng và tiêu chuẩn khen thưởng
Huân chương Đại đoàn kết dân tộc để tặng hoặc truy tặng cho người có công lao xây dựng khối đại đoàn kết toàn dân, đạt một trong các tiêu chuẩn sau:
1. Người có công đóng góp hoặc có sáng kiến trong việc đề xuất những chủ trương và có thành tích vận động các tầng lớp nhân dân hưởng ứng, tổ chức thực hiện có hiệu quả, đóng góp thiết thực cho sự nghiệp Đại đoàn kết toàn dân tộc.
2. Người có quá trình cống hiến liên tục cho sự nghiệp Đại đoàn kết toàn dân tộc, đã giữ các chức vụ là Chủ tịch, Phó Chủ tịch, ủy viên Đoàn Chủ tịch ủy ban Trung ương Mặt trận Tổ quốc Việt Nam 10 năm trở lên hoặc có ít nhất 15 năm liên tục đảm nhiệm nhiệm vụ cấp trưởng của các tổ chức thành viên trong hệ thống Mặt trận từ cấp tỉnh trở lên.
3. Cán bộ chuyên trách công tác Mặt trận có quá trình công tác 20 năm trở lên, là Chiến sĩ thi đua cấp tỉnh, thành phố hoặc đã được tặng Bằng khen của Thủ tướng Chính phủ.
4. Các nhân sĩ, trí thức, chức sắc tôn giáo, người dân tộc thiểu số, các doanh nhân tiêu biểu và người Việt Nam ở nước ngoài có thành tích xứng đáng trong việc vận động, xây dựng khối Đại đoàn kết toàn dân tộc được ủy ban Trung ương Mặt trận Tổ quốc Việt Nam công nhận, đề nghị.

## Một số cá nhân tiêu biểu
1. Dương Đức Hiền, nguyên Tổng thư ký Đảng Dân chủ Việt Nam; Ủy viên Đoàn Chủ tịch UBTWMTTQ Việt Nam.
2. Phùng Văn Cung, nguyên Phó Chủ tịch Ủy ban Trung ương Mặt trận Dân tộc giải phóng miền Nam Việt Nam; Ủy viên Đoàn Chủ tịch UBTWMTTQ Việt Nam khóa I, II.
3. Nguyễn Thị Lựu, nguyên Ủy viên Đoàn Chủ tịch kiêm Phó Tổng thư ký UBTWMTTQ Việt Nam.
4. Nguyễn Thị Thập, nguyên Ủy viên Đoàn Chủ tịch UBTWMTTQ Việt Nam khóa I, II.
5. Nguyễn Thị Định, nguyên Ủy viên Đoàn Chủ tịch Ủy ban Trung ương Mặt trận Dân tộc giải phóng miền Nam Việt Nam; Ủy viên Đoàn Chủ tịch UBTWMTTQ Việt Nam khóa I, II.
6. Nguyễn Văn Kiết, nguyên Ủy viên Đoàn Chủ tịch UBTWMTTQ Việt Nam khóa I, II.
7. Trần Đăng Khoa, nguyên Ủy viên Đoàn Chủ tịch UBTWMTTQ Việt Nam khóa I, II.
8. Hoàng Minh Giám, nguyên Ủy viên Đoàn Chủ tịch UBTWMTTQ Việt Nam khóa I, II, III.
9. Nguyễn Văn Tiến, nguyên Ủy viên Đoàn Chủ tịch kiêm Tổng Thư ký UBTWMTTQ Việt Nam khóa I, II.
10. Phan Anh, nguyên Ủy viên Đoàn Chủ tịch UBTWMTTQ Việt Nam khóa I, II.
11. Hòa thượng Thích Minh Nguyệt, nguyên Ủy viên Đoàn Chủ tịch UBTWMTTQ Việt Nam khóa I, II.
12. Linh mục Nguyễn Thế Vịnh, nguyên Ủy viên Đoàn Chủ tịch UBTWMTTQ Việt Nam khóa I, II.
13. Nguyễn Đức Thuận, nguyên Ủy viên Đoàn Chủ tịch UBTWMTTQ Việt Nam khóa I, II.
14. Nguyễn Văn Hiếu, nguyên Ủy viên Đoàn Chủ tịch UBTWMTTQ Việt Nam khóa I, II.
15. Phạm Khắc Quảng, nguyên Ủy viên Đoàn Chủ tịch UBTWMTTQ Việt Nam khóa II, III.
16. Phạm Văn Kiết, nguyên Phó Chủ tịch kiêm Tổng thư ký Ủy ban Trung ương MTTQ Việt Nam khóa III; Ủy viên Đoàn Chủ tịch UBWMTTQ Việt Nam khóa IV.
17. Cù Huy Cận, nguyên Ủy viên Đoàn Chủ tịch UBTWMTTQ Việt Nam khóa II, III, IV.
18. Linh mục Vương Đình Ái, nguyên Ủy viên Đoàn Chủ tịch UBTWMTTQ Việt Nam khóa IV, V.
19. Hoàng Đình Cầu, nguyên Ủy viên Đoàn Chủ tịch UBTWMTTQ Việt Nam khóa IV, V, VI.
20. Nguyễn Sơn Hà, nguyên Ủy viên UBTWMTTQ Việt Nam; Ủy viên Đoàn Chủ tịch UBTWMTTQ Việt Nam khóa I.
21. Hòa thượng Thích Đôn Hậu, nguyên Đệ nhất Phó Pháp chủ Giáo hội Phật giáo Việt Nam; Ủy viên Đoàn Chủ tịch UBTWMTTQ Việt Nam khóa I.
22. Hòa thượng Thích Đức Nhuận, Pháp chủ đầu tiên của Giáo hội Phật giáo Việt Nam; Ủy viên UBTWMTTQ Việt Nam khóa I.
23. Hòa thượng Thích Thiện Hào, nguyên Ủy viên Đoàn Chủ tịch Ủy ban Trung ương Mặt trận Dân tộc giải phóng miền Nam Việt Nam; Ủy viên UBTWMTTQ Việt Nam khóa I.
24. Giám mục Bartôlômêô Nguyễn Sơn Lâm, nguyên Tổng Thư ký Hội đồng Giám mục Việt Nam; Giám mục giáo phận Thanh Hóa.
25. Tổng Giám mục Phaolô Nguyễn Văn Bình, nguyên Tổng Giám mục Tòa Tổng Giám mục TP. Hồ Chí Minh.
26. Linh mục Võ Thành Trinh, nguyên Chủ tịch Ủy ban Đoàn kết Công giáo Việt Nam.
27. Mục sư Bùi Hoành Thử, nguyên Phó Hội trưởng kiêm Tổng Thư ký Tổng hội Hội thánh Tin lành Việt Nam (miền Bắc); Ủy viên UBTƯMTTQ Việt Nam khóa I.
28. Giáo tông Cao Triều Phát, nguyên Giáo tông Cao Đài hiệp nhất 12 phái, lãnh đạo 12 phái Cao Đài kháng chiến ở Nam Bộ.
29. Ngô Tâm Đạo, nguyên Chưởng quản Hiệp Thiên Đài hệ phái Cao Đài Minh Chân đạo; Phó Chủ tịch Mặt trận Dân tộc giải phóng miền Tây Nam Bộ.
30. Vương Chí Sình, nguyên Đại biểu Quốc hội khóa I; còn được gọi là "Vua Mèo", anh em kết nghĩa của Chủ tịch Hồ Chí Minh
31. Nông Quốc Chấn, nguyên Ủy viên Đoàn Chủ tịch Ủy ban Trung ương MTTQ Việt Nam khóa IV, V; Thứ trưởng Bộ Văn hoá - Thông tin.
32. Đầu sư Thượng tám Thanh, Chưởng quản Hội Thánh Cao Đài Tòa Thánh Tây Ninh[1]
33. Cải Trạng Lê Minh Khuyên, Phó Chưởng quản Hội Thánh Cao Đài Tòa Thánh Tây Ninh[1]
34. Giáo sư Thượng Minh Thanh, Trưởng ban Đại diện Hội Thánh Cao Đài Tòa Thánh Tây Ninh tại Thành phố Hồ Chí Minh.
35. Gioan Baotixita Bùi Tuần, nguyên Giám mục Giáo phận Long Xuyên
36. Phanxicô Xaviê Nguyễn Văn Sang, cố Giám mục Giáo phận Thái Bình.